# Ullà
Ullà település Spanyolországban, Girona tartományban. Ullà Torroella de Montgrí, Gualta, Fontanilles, La Tallada d’Empordà és Bellcaire d’Empordà községekkel határos. Lakosainak száma 1219 fő (2024).

## Népesség
A település népessége az elmúlt években az alábbi módon változott:
| Lakosok száma | 168  | 454  | 443  | 389  | 729  | 917  | 1076 | 1053 | 1153 | 1219 |
|               | 1717 | 1887 | 1936 | 1960 | 1986 | 2004 | 2009 | 2014 | 2019 | 2024 |